# Post-it
Samoljepljivi listići (Post-it Notes) – višenamjenski listići (ostavljanje poruka, označavanje stranica, pisanje podsjetnika) u više veličina i oblika.
Izumili su ih Arthur Fry i Spenser Silver.

## Povijest

### Spencer Silver
Inženjer kemije koji je radio u Minnesota Mining and Manufacturing Company, poznatije pod kraćim imenom 3M. U laboratoriju 3M-a 60-ih godina prošloga stoljeća eksperimentirao je s ljepilima te je, 1968., proizveo visokokvalitetni ali slaboprianjajući adheziv. Ljepilo se sastojalo od inherentno ljepljivih elastomernih kopolimernih mikrokuglica zbog kojih je, tj. zbog prostora između njih, ljepilo slabo prianjalo na površinu, ali se moglo koristiti neprestano. Nitko u kompaniji nije mogao smisliti neku praktičnu primjenu. Silver, nije odustajao. Godinama je promicao svoj proizvod i u svakodnevnim razgovorima i na seminarima i predavanjima. Na jednom od tih seminara, 20 godina nakon izuma ljepila, pojavio se njegov kolega Arthur (Art) Fry.

### Arthur Fry
Inženjer kemije koji je također radio u 3M-u. Fry je pjevao u crkvenom zboru i uvijek ga je ljutilo kad bi mu listići kojima je obilježavao pjesme u pjesmarici ispadali kad bi ustajao pjevati. Nakon Silverove prezentacije, Fryju je sinulo – ako na listiće stavi malo Silverova ljepila, oni će se držati i neće na stranicama ostati trajno zalijepljeni. Fry je nabavio malo Silverova ljepila i počeo eksperimentirati sa samoljepivim listićima, ali pojavio se novi problem – kad bi se listić odlijepili sa stranica pjesmarice, dvije bi se stranice zalijepile i nisu se dale odlijepiti. Na listić je stavio prvo zaštitni sloj, a onda ljepilo, problem je bio riješen, stvar je funkcionirala.

## Proizvodnja
Novi se izum brzo proširio uredima i hodnicima kompanije. Svi su molili Frya da im napravi još samoljepivih listića. Menadžment je procijenio da proizvod neće imati uspjeha i da za njegovu proizvodnju, skupu i kompliciranu, treba smisliti nove strojeve.
Fry je sâm izumio stroj, izradio je prototip u podrumu svoje kuće. Bio je i tako velik da je Fry morao skinuti podrumska vrata i okvir te srušiti dio vrtnog zida kad je stroj trebalo natovariti na kamion i prevesti do kompanije. Nakon pet godina usavršavanje strojeva i proizvoda, provedena je prva marketinška kampanja u četiri grada istovremeno - Denver, Richmond, Tampa i Tulsa. Proizvod se zvao Press and Peel Pads i nije izazvao veliko zanimanje.
Menadžment je pristao na još jedan pokušaj. Za prezentaciju je izabran Boise u Idahu. U kampanji, koja će u anale povijesti ući pod imenom Boise Blitz, besplatno je podijeljeno tisuće uzoraka, u uredima, bolnicama, odvjetničkim kancelarijama, svagdje gdje je moglo biti potencijalnih kandidata. Uspjeh je bio velik. Žutim (kanarinac-žutim) samoljepljivim listićima trebalo je dati novo ime. Prijedlog je bio: Sticky Notes i Papillona, ali konačna odluka je bila – Post-It Notes.

## Popularnost
Godine 1980. proizvod se pojavio diljem Sjedinjenih Država i za otprilike godinu dana, umjesto predviđenih pet, počeo donositi profit.
Godine 1985. časopis Time proglašava Post-It Notes jednim od najboljih proizvoda u prethodnih 25 godina.
Godine 2004. njujorški Muzej moderne umjetnosti, pod nazivom Skromna remek-djela, postavlja izložbu 121 predmeta iz svakodnevne uporabe lijepog dizajna, među njima je i Post-it kao vrhunsko dostignuće suvremenog uporabnog dizajna.
Umjetnici su oslikavali Post-Ite za proslavu 20 godina postojanja, a rad Ronalda Kitaja prodan za 925 dolara, što je najviša cijena plaćena za papirić Post-It.
Prodaju se (podatak iz 2009.) u 62 boje, 25 oblika i osam standardnih veličina i u više od 600 raznih proizvoda (i u digitalnoj verzija; papirići se lijepe na radnu površinu računala).